# Epilobium novae-zealandiae
Epilobium novae-zealandiae är en dunörtsväxtart som beskrevs av Haussk.. Epilobium novae-zealandiae ingår i släktet dunörter, och familjen dunörtsväxter. Inga underarter finns listade i Catalogue of Life.